# Långasand och Ugglarp
Långasand och Ugglarp – miejscowość (tätort) w Szwecji, w regionie administracyjnym (län) Halland, w gminie Falkenberg.
Według danych Szwedzkiego Urzędu Statystycznego liczba ludności wyniosła: 367 (31 grudnia 2015), 374 (31 grudnia 2018) i 401 (31 grudnia 2019).